# John Dos Passos
John Rodrigo Dos Passos (Chicago, Illinois, 1896. január 14. – Baltimore, Maryland, 1970. szeptember 28.) portugál származású amerikai író, képzőművész.

## Élete
Portugál bevándorló család gyermeke. Részt vett az első világháborúban a francia fronton. A kentuckyi bányászsztrájk vezetője volt, majd bebörtönözték, tiltakozott Sacco és Vanzetti halálraítélése ellen.

## Művei
- Három katona (1921) első regénye, háborús élményeiből fakad. A világháború mindeddig legkitűnőbb amerikai ábrázolásaként is emlegette a szakirodalom. Közlegény hőseit nem a lövészárok élménye, hanem a katonaság zúzza össze. Főhőse John Andrews maga az író. Színes, jól szerkesztett, antimilitarista – pacifista regény.
- Manhattani kalauz (1925): a világváros életét ábrázolja a századfordulón, a város (New York) életét, minden rétegét és osztályát bemutatja. Nincs középponti figura, főhős nélküli mű, nincs egységes cselekményvonal. Az író célja számos cselekmény szimultán, egyidejű értékelése, montázs. A regény úgy hat, mint egy töredék.
- U.S.A. – trilógia:
  - A 42. szélességi fok (1930)
  - 1919 (1932)
  - Dől a pénz (1936)
- Kolumbia-kerület trilógia:
  - Egy fiatalember kalandjai (1939)
  - Fővezér (1943)
  - A nagy terv (1949)
- Választott föld (1951, regény): hat családtörténet együttese, gyökeres fordulat az író látásmódjában, hogy elfogadja Amerikát úgy, ahogy van.
- Az évszázad derekán (1961): kép az amerikai munkás és szakszervezeti mozgalomról.

## Magyarul
- Nagyváros. Regény; ford. Gaál Andor; Athenaeum, Bp., 1928
- Elkallódott ifjúság; ford. Kollár Ferenc [Sándor Pál]; Europa, Bp., 193?
- New York regénye, 1-2.; ford. Gaál Andor; Athenaeum, Bp., 1930 k.
- A 42. szélességi fok; ford. Görög Imre; Kosmos, Bp., 1934
- Manhattani kalauz. Regény; ford. Bartos Tibor, utószó Nagy Péter; Európa, Bp., 1973
- U.S.A., 1-3.; ford. Bartos Tibor, utószó, jegyz. Valkay Sarolta; Európa, Bp., 1978
- Három katona; ford. Bartos Tibor; Európa–Zrínyi, Bp., 1982